# Karl Östman

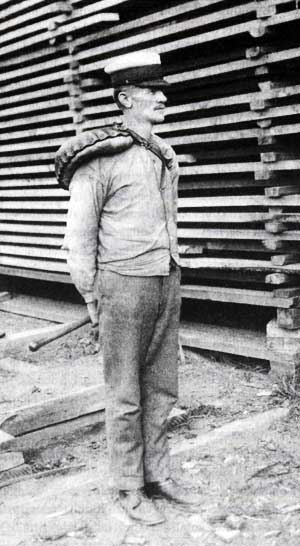
Karl Östman som stabbläggare vid Laurents såg i Sundsvall.

Karl Johan Östman, född den 12 oktober 1876 i Nätra socken, Ångermanland, död den 30 april 1953 i Sköns socken, Medelpad, var en svensk arbetarförfattare som skrev tidningsartiklar, noveller och en roman.

## Biografi
Karl Östmans far var båtsman, finsnickare och spelman. År 1885 flyttade familjen från Nätra socken till ”guldkusten”, Sundsvalls sågverksdistrikt. Karl Östman arbetade från 11 års ålder vid sågverk, med skogsarbete och hamnarbete. Hans olika arbeten tog honom till platser som Hälsingland, Ångermanland, Medelpad och ryska Murmansk.
1906 gifte sig Karl Östman med Hilda Sandström, dotter till en pråmsnickare, och paret fick tre döttrar varav två dog i tuberkulos i unga år medan den tredje, Rut, bildade familj och fick två pojkar, Göran och Jan Wredenberg.
Karl Östman var en aktiv fackföreningsman och även under storstrejken 1909. Karl Östman fick en välbehövlig påspädning av sin bokliga bildning under en vintertermin på Brunnsviks folkhögskola.
På 1930-talet arbetade Karl Östman som stabbläggare på flera av Alnöns sågverk, och beskrev sina minnen av orättvisor och nöd bland Alnöns sågverksarbetare, och hur ångsågarnas avvecklades och förföll, bland annat i artikelserien "De döda sågverken på Alnön" i Sundsvalls tidning på 1930-talet.
Karl Östmans yrkesverksamma liv avslutades med en arbetsplatsolycka 1936 på Laurents sågverk. 
Karl Östman hade också en stor läsekrets i artiklar och noveller publicerade i tidningar och tidskrifter som Nya Samhället, Sundsvalls Tidning, Svenska Morgonbladet, Medelpads-Kuriren, Stormklockan, SIA, Folket i Bild och Studiekamraten.
Ett minnesmärke i form av en bronsrelief gjord av Unni Brekke finns rest där hans av arbetarkamraterna skänkta diktarhem stod i Gärde, Sundsvall.